# اچ‌ام‌اس راسل (۱۹۰۱)
اچ‌ام‌اس راسل (۱۹۰۱) (به انگلیسی: HMS Russell (1901)) یک کشتی بود که طول آن ۴۳۲ فوت (۱۳۲ متر) بود. این کشتی در سال ۱۹۰۱ ساخته شد.